# El Correo de Tortosa
El Correo de Tortosa va ser diari català escrit en castellà, editat a Tortosa entre 1882 i 1900; i entre 1922 i 1936.
El primer exemplar del diari va aparèixer el 3 d'agost de 1882 sota el subtítol «Diari catòlic, d'interessos comercials i agrícoles». En el seu primer número ja va declarar que naixia per defensar els principis catòlics. Luis del Arco ho va considerar un periòdic adscrit al carlisme.
En la seva primera època es publicava a quatre pàgines de 44 per 32 cm, a quatre columnes, a la impremta de Josep Lluís Foguet. Els seus directors van ser Ramón Vergés i Paulí, Manuel María Queralt i Josep Pedreny i Mateu, qui més endavant seria redactor en cap d'El Correo Catalán. L'any 1885 el diari es va adherir a un missatge del diari catòlic i carlista intransigent El Siglo Futuro dirigit al papa León XIII. Alguns dels seus col·laboradors van ser el baró d'Albí, Francesc Pedrola i J. dels Valls. Josep Navarro i Cabanes va ser corresponsal del diari a València. D'acord amb Josep Bru i Jardí, a causa de les seves campanyes al capdavant del diari, el director Pedreny va arribar a patir el desterrament i altres hostilitats que farien que El Correo deixés de publicar-se l'any 1900.
Va iniciar la seva segona època el 3 d'agost de 1922. La publicació va mantenir una línia editorial de tall tradicionalista i integrista —si bé, segons Josep Bru i Jardí, no obeïa a cap disciplina de partit—, mostrant-se també proper als anomenats Sindicats Lliures. Durant el període de la Segona República el diari va ser adquirit per Bru, qui exerciria a més com a director. A partir de llavors, el diari va passar a defensar explícitament la causa carlista. Continuaria editant-se fins al començament de la Guerra civil, l'any 1936. Durant la guerra alguns dels redactors del diari van ser afusellats.